# Chleby (Benešovi járás)
Chleby település Csehországban, a Benešovi járásban. Chleby Lešany, Netvořice, Chářovice és Týnec nad Sázavou településekkel határos. Lakosainak száma 49 fő (2024. január 1.).

## Népesség
A település lakosságának változását az alábbi diagram mutatja:
| Lakosok száma | 160  | 154  | 131  | 99   | 67   | 64   | 55   | 50   | 45   | 49   |
|               | 1869 | 1890 | 1921 | 1950 | 1980 | 2001 | 2017 | 2019 | 2022 | 2024 |